# Iglesia del santo profeta Elías
La iglesia del santo profeta Elías es una iglesia ortodoxa ubicada en el pueblo de Smolinskoye, Óblast de Sverdlovsk.
Se le otorgó el estatus de importancia regional el 28 de diciembre de 2001 (Decreto del gobierno de Sverdlovsk, N.º 859). El número de objeto del patrimonio cultural de importancia regional es 661710759300005. 

## Descripción
La primera mención del edificio de la iglesia en el pueblo de Smolin se remonta a la segunda mitad del siglo XVIII, cuando el arcipreste Feodor Kochnev consagró una iglesia de madera el 5 de julio de 1770. El edificio de madera fue gravemente dañado por un incendio en 1822. Ya en 1823 se recibió una carta para la construcción de un nuevo edificio capital.
El actual edificio de la iglesia se encuentra en la parte occidental del pueblo. El templo es un modelo de los edificios del clasicismo tardío y, al mismo tiempo, un ejemplo de las tradiciones barrocas de los Urales en la segunda mitad del siglo XIX.
La construcción comenzó en 1823. El templo principal fue consagrado el 11 de junio de 1847, por la carta de Arkady, obispo de Perm en nombre del profeta Elías por el sacerdote local Matii Popov. El límite derecho se consagró el 6 de noviembre de 1877 en honor de la Exaltación de la Cruz del Señor, el límite izquierdo se consagró el 2 de noviembre de 1881 en nombre del gran mártir Dmitry Solunsky. Desde 1887 hasta 1893 se renovó el iconostasio y se pintaron las paredes de la iglesia principal. En 1895 el edificio fue enlucido y blanqueado.
La parroquia incluía una capilla en el pueblo de Perebor a nombre de San Esteban, obispo de Perm y una cruz de madera en las cuevas de Smolin. Al mantenimiento de la iglesia se le asignaron 19 rublos anuales de los fondos de las tiendas de la iglesia. También en el pueblo de Perebor desde 1892 había una escuela de lectura y escritura.
El edificio fue cerrado en 1940 y se encuentra medio destruido. Aún permanece el campanario y parcialmente otras estructuras del volumen principal del templo. En el interior, se han conservado pinturas murales. Actualmente, se organiza una parroquia en la iglesia, los servicios se llevan a cabo los domingos. Se planea la restauración del templo.